# Vultur pescar cu cap cenușiu
Vulturul pescar cu cap cenușiu (Icthyophaga ichthyaetus) este o specie de pasăre accipitriformă din familia Accipitridae, originară din Asia de sud-est.

## Taxonomie
Vulturul pescar cu cap cenușiu este inclus în ordinul Accipitriformes și în familia Accipitridae, care include majoritatea păsărilor de pradă. Lerner & Mindell au plasat vulturul pescar cu cap cenușiu în subfamilia Haliaeetinae, care include genurile Haliaeetus (vulturi de mare) A fost descrisă pentru prima dată de Horsfield în 1841 ca Falco ichthyaetus. Acest grup parafiletic formează o relație de taxon-soră cu subfamilia Milvinae (compusă din două genuri, Milvus și Haliatur), pe baza trăsăturii comune de fuziune bazală a celei de-a doua și a treia falange, întâlnită numai la aceste două grupuri. Unele autorități taxonomice plasează această specie în genul monotipic Icthyophaga.